# 지구 대기권

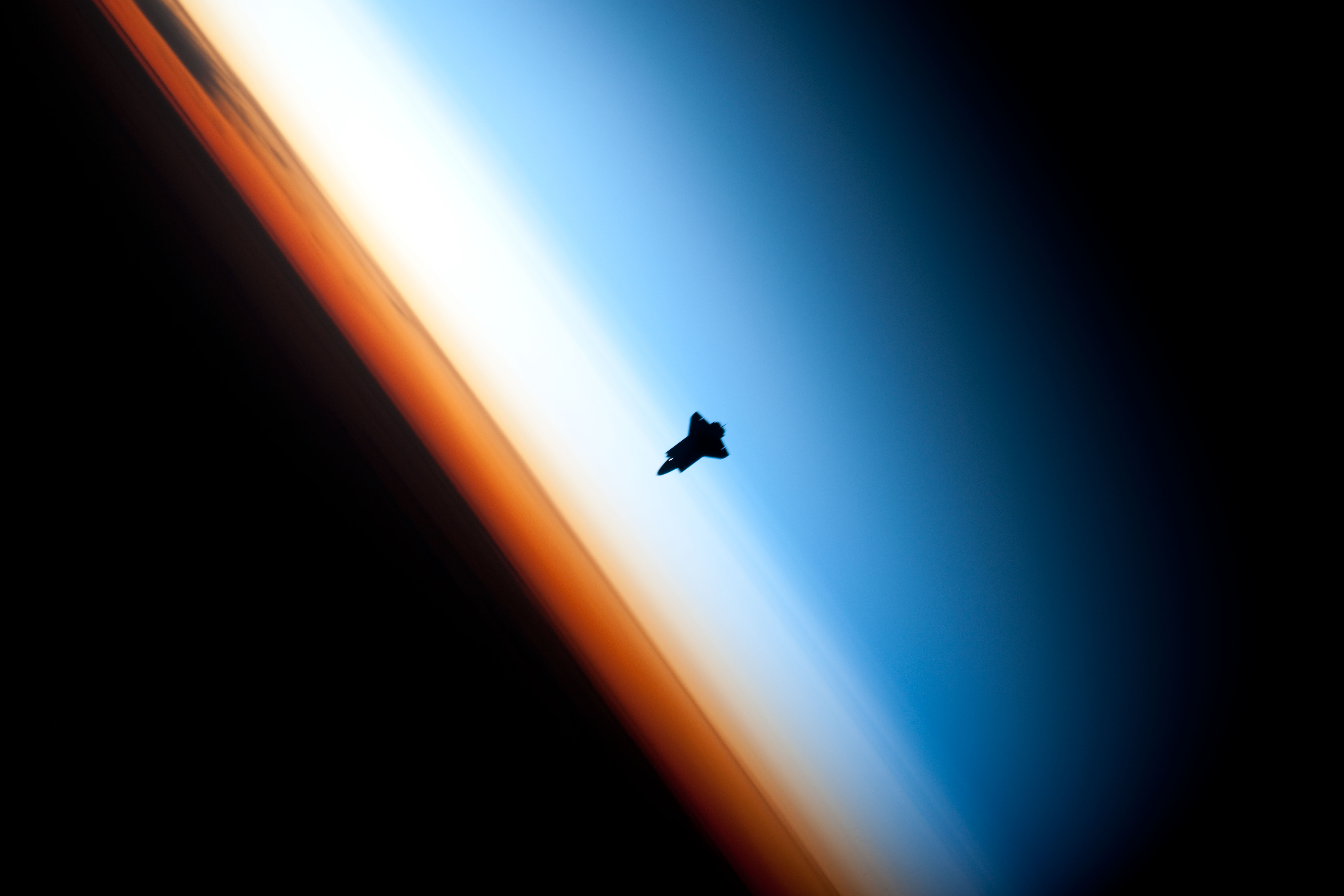

지구 대기권은 지구를 둘러싸고 있는 대기를 일컬으며 고도에 따라서 생기는 중력의 차이와 구성분자의 밀도에 따라서 여러 층으로 나누어 볼 수 있으며 각각의 층은 고도에 따라서 기온이 차가 심한 것을 관측할 수 있다. 이와 함께 대기권은 비록 미소하지만 전자량에 따라서 전하가 가능한 전리층과 이것이 거의 없는 중성층으로 나누어 볼 수도 있다.

## 구조
태양계의 한 행성인 지구는 기체(氣體)로 둘러싸여 있다. 이 기체는 거의 같은 깊이의 기층으로 되어 있어 기권(氣圈)이라 부르고 있다. 기권을 구성하고 있는 기체를 일괄해서 대기라고도 한다. 지표(地表) 가까이에 있는 대기는 아래 그림과 같은 것을 포함하고 있다. 고도 70km 이상의 상공이 되면 공기 중의 산소(O2)가 분해되어 원자 상태의 산소(O)가 되므로 보통의 공기와는 달라진다. 그러나 대기가 거의 존재하지 않는 높이는 1,000km 또는 그 이상이 되는 곳이라고 말하고 있다. 우리는 기권의 저면(底面)에 해당하는 대류권(對流圈) 속에서 생활하고 있다. 대류권의 공기는 직접 지표면에 접하고 있으므로 여러 가지 영향을 지표면으로부터 받는다. 그중에서 특히 중요한 것은 다음과 같으며
1. 지표면으로부터 수증기가 대기중에 증발하는 것
2. 지표면에 태양으로부터 받은 열에너지를 대기중에 부여하는 것

첫째 비·눈·구름 등 복잡한 기상현상을 일으키고, 둘째는 계절 변화나 계절풍을 일으키는 원인이 되고 있다. 태양 고도는 일반적으로 저위도지방에서 크고 고위도 지방에서는 작으므로 태양으로부터 지표면에 도달하는 열에너지는 저위도 지방이 많다. 또 같은 위도에서도 지표면 상에는 성질이 다른 해양이나 사막이 있으므로 열의 상호 교환의 균형이 달라진다. 장소에 따라 대기가 받는 열량이 다르면 공기 밀도도 장소에 따라 차가 생긴다. 밀도가 작은 공기는 상승하고 밀도가 큰 공기는 하강하므로 거기에 대기의 운동이 생긴다. 한편 대기는 지구와 같이 자전하고 있으므로 회전에 의한 편향력이 작용하여 북반구에서는 진행 방향이 오른쪽으로 굽어지게 된다. 예를 들면 적도지방에서 상승한 공기는 북극 지방으로 향하려고 하나 편향력의 작용 때문에 북극지방에 도달하기 전에 서풍이 된다. 대기의 운동에는 지구를 둘러싸고 부는 편서풍대
와 같은 대규모적인 운동으로부터 해륙풍이나 산곡풍과 같은 소규모적인 운동에 이르기까지 여러 가지가 있다. 또한, 그 밖에도 소규모 운동으로 회오리바람이나 난류 등이 있다. 이처럼 대기의 운동, 즉 바람은 여러 가지 성질을 가지고 있다.그래서 대기권에 물질이 닿을 때,타는 것이다

## 지구 대기권의 구분
지구 대기권의 층은 조성(組成)뿐만 아니라 온도나 그 밖의 물리적인 성질이 높이에 따라서 다르며, 다시 몇 개의 층으로 분류된다. 지구 대기권은 특성에 따라 지표면에서부터 대류권, 성층권, 중간권, 열권, 외기권의 다섯 층으로 나눌 수 있다.

지구 대기권의 구분

### 대류권
대류권은 지표면에 가장 인접한 대기의 층이다. 대류권은 지표면의 복사열에 의해 가열되므로, 고도가 높아질수록 온도는 낮아진다. (높이 1km마다 약 5°C∼6°C씩 고온이 하강하므로 상공으로 갈수록 기온이 낮아진다.) 즉 온도가 높은 공기가 아래쪽에 있으며, 이는 열역학적으로 매우 불안정하므로 쉽게 난류와 기상현상이 발생한다. 적란운(積亂雲)이나 뇌전(雷電)·태풍 등 변화가 많은 일기가 나타난다. 대류권에는 무거운 공기 분자가 모여있으며, 전체 대기 질량의 거의 80%가 모여있다. 대류권은 극지방에서는 지표면으로부터 7–8 km 정도까지의 영역이며, 적도지방에서는 더 높아 18 km 정도까지의 영역이다.
대류권의 윗면을 권계면(圈界面)이라 부르며 그 높이는 적도 지방에서 약 17km, 고위도 지방에서 약 10km에 달한다. 또 중위도 지방에서는 권계면 가까이에 제트기류(jetstream)라 불리는 강한 서풍(西風)이 불고 있다.

### 성층권
성층권은 권계면 위에 있으며, 기온은 대류권과 같이 하강하지 않고 거의 일정하다. 고도 20km를 넘으면 기온은 고도에 따라 상승하고, 고도 50km에서 극대(약－3°C)에 달한다. 성층권 중에는 그 중층(약 20∼25km)에 중심을 가진 오존(O3)층이 있는데 오존은 성층권의 가열 요인이다. 오존은 태양으로부터의 자외선을 흡수함에 따라 가열되며, 따라서 고도가 높아질수록 온도가 상승하게 된다. 높은 온도의 공기가 위에 있으므로 열역학적으로 안정되고, 이러한 이유로 난류가 발생하지 않으므로, 비행기 고도(11~13km)로 이용되기도 한다. 성층권은 대류권 위쪽에 위치하며, 대략 지표면으로부터 50km 정도까지의 영역이다.

### 중간권
중간권은 다시 고도가 올라갈수록 온도가 감소하는 영역이다. 이 영역에서는 대류현상이 일어나 약간의 구름이 형성되기도 하지만 기상현상은 일어나지 않는다. 지상 50km에서 80km까지의 높이이며, 야간운이 생기기도 한다.

### 열권
열권은 중간권 상부의 층으로, 올라갈수록 기온이 상승한다. 그 이유로는 열권의 밀도가 매우 낮기 때문에 적은 열로도 온도가 많이 올라간다는 것이 있다. 또 다른 이유로는 태양에 가깝다는 이유도 있지만 큰 영향력을 받지는 않는다. 이곳에서는 강력한 태양풍을 직접 맞아서 원자가 전리화되기 때문에 전리층으로 불리기도 한다. 강한 전리층은 전파를 반사하며, 이러한 반사 현상을 이용하여 원거리 무선통신을 하기도 한다. 지상 80–90 km에서 시작하여 500–1000 km까지의 높이이며, 오로라가 생기기도 한다. 유성 또한 관측되며 온도는 다시 상승하여 고도 300km에서는 약 800∼900°C에 달한다.

### 외기권
외기권은 지구 대기가 우주 공간과 접하는 최외곽 영역으로, 전리층을 넘어도 대기는 없어지지 않고 극히 희박하기는 하나 기체는 존재한다. 이곳에 존재하는 대부분 가스는 수소와 헬륨이며, 우주공간으로 빠져나가기도 한다. 외기권은 500~1000 km 상공에서 시작하며, 끝나는 지점은 특별한 의미는 없지만 10,000 km 정도까지로 생각하기도 한다. 지구 대기로부터 행성의 공간으로 건너올 때 온도는 1,000°C를 넘는다. 최근 인공위성에 의하여 방사능이 강한 공간이 관측되어 발견자의 이름을 따서 반 알렌 대(Van Allen Belt)라고 부르고 있다. 이것은 상공 약 2,000∼4,000km와 약 13,000km 내지 20,000km 되는 곳에 대상(帶狀)으로 분포되어 있는 강한 방사능대(放射能 帶)이다.

### 그 밖의 층
크게 온도로 구별되는 5개의 층과 함께, 몇몇의 두 번째 층이 다른 특성에 의해서 구별된다.
- 오존층은 생명체에게 해로울 수 있는 단파 자외선을 97~99%가량 흡수한다. 지구 대기의 오존 가운데 90% 이상이 여기에 있다. 전리층은 태양으로부터 오는 복사에 의해서 대기가 이온화된 영역으로 오로라가 일어나는 층이다. 전리층은 낮 시간 동안 50~1,000km(31~621마일; 160,000~3,280,000피트)까지 확장되고, 중간권, 열권, 그리고 외권의 일부를 포함하고 있다. 하지만, 밤 시간 동안 중간권에서의 이온화는 멈추고, 그렇기 때문에 일반적인 오로라가 오직 열권과 외권의 낮은부분에서 일어난다. 전리층은 자기권의 안쪽 가장자리를 형성하는데, 이는 예를 들어, 라디오파의 지구로의 전달에 있어서 영향을 미치기 때문에 중요하게 다루어진다.

- 균질권과 비균질권은 대기의 가스가 잘 섞여 있는지 아닌지에 의해서 정의된다. 균질권의경우 대류권, 성층권, 중간권과 열권의 극소량 부분에서는 대기의 화학적 성분은 난류에 의해서 가스가 섞여있기 때문에 분자의 무게에 의존하지 않는다. 이러한 상대적인 균질권층은약 해발100km(62마일; 330,000피트) 지점인 난류권계면에서 끝난다. 이보다 높은 고도에는 열권의 대부분과 외권을 포함한 비균질권이 존재한다. 이 층의 화학적 성분은 고도에 따라 다양하다. 이는 섞여있는 상태보다 분자들 간의 충돌이 없이 이동할 수 있는 거리가 더 크기 때문이다. 이는 산소와 질소와 같은 무거운 분자들에게 비균질권의 바닥에만 존재하도록 계층화하기 때문이다.

- 행성간의 경계는 주로 난류 확산의 영향을 직접적으로 받는 지구의 표면에 가까이에 있는 열권의 일부분이다. 낮 시간 동안 행성간의 경계는 일반적으로 잘 섞이지만, 반면에 밤 시간에는 안정적으로 계층화되기 시작한다. 행성간의 경계의 두께는 얇을때는 100m, 잔잔한 밤에는 3,000m 또는 오후의 건조한 영역에서는 더 두껍다.

지구 표면에 있는 대기의 평균 온도는 14도이다.

## 지구 대기권의 구성 물질
| 종류             | 부피          |
| ---------------- | ------------- |
| 질소 (N2)        | 78.084%       |
| 산소 (O2)        | 20.946%       |
| 아르곤 (Ar)      | 0.9340%       |
| 이산화탄소 (CO2) | 365 ppmv      |
| 네온 (Ne)        | 18.18 ppmv    |
| 헬륨 (He)        | 5.24 ppmv     |
| 메탄 (CH4)       | 1.745 ppmv    |
| 크립톤 (Kr)      | 1.14 ppmv     |
| 수소 (H2)        | 0.55 ppmv     |
| 수증기 (H2O)     | 일반적으로 1% |

| 종류             | 부피                                   |
| ---------------- | -------------------------------------- |
| 일산화질소 (NO)  | 0.5 ppmv                               |
| 제논 (Xe)        | 0.09 ppmv                              |
| 오존 (O3)        | 0.0-0.07 ppmv (겨울에는 0.0-0.02 ppmv) |
| 이산화질소 (NO2) | 0.02 ppmv                              |
| 아이오딘         | 0.01 ppmv                              |
| 일산화탄소 (CO)  | 극미량                                 |
| 암모니아         | 극미량                                 |

## 물리학적 특징

### 압력과 두께
해수면에서의 평균적인 대기압은 1이다. 대기의 전체 질량은 5.1480×10^18kg (1.135×1019lb)는 평균해수면의 압력과 지구의 산악지형의 51007.2 메가 헥타르에 해당하는 양보다 약 2.5%가량 낮을 것으로 추정된다. 지구 대기의 기압은 압력이 측정된 어떤 지점 위의 전체 무게이다. 따라서 기압은 지역과 날씨에 따라 다양하다.
만약 해수면으로부터 지구의 전체 대기가 특정한 밀도를 가진다면, 이는 8.5km 지점에서 갑자기 끝날 것이다. 이것은 실제로는 고도에 따라 기하급수적으로 감소하고, 모든 5.6km 지점에서는 절반이거나 성분에 의해 7.64km에서 절반이 된다. 그러나 대기는 각 층마다 온도, 분자 성분, 태양복사, 중력요소에서 일정한 변화량을 가진다.
다시 말해서, 지구 대기의 질량은 다음과 같이 적절히 구별되어 있다.
- 50%는 5.6km 이하에 존재한다
- 90%는 16km 이하에 존재한다.
- 99.99997%는 ‘Kármán line’라고 불리는 100km이하에 존재한다. 국제 협약에 따르면 이 곳은 우주 비행사들이 여행할 것으로 여겨지는 우주의 시작점으로 지정되었다.

에베레스트 산의 정상은 8,848m인데 반해서, 민간 항공기는 연료를 절약할 수 있는 10km와 13km사이를 운항한다.
심지어 Kármán line 위에는 오로라같은 기상학적으로 중요한 현상이 일어난다. 이 구간에서는 유성이 빛나긴 하지만 더 큰 유성의 경우는 더 깊게 진입하지 않는 이상 타지 않는다. 100km에서 500km이상의 지구의 다양한 전리층은 HF 라디오의 전파에 있어서 중요하다. 그에 반해, 국제 우주 정거장과 우주 왕복선은 일반적으로 대기 방해물이 존재하여 몇 달마다 재가동 시켜줘야 하는 전리층의 F층이 공존하는 350~400km의 고도에 존재한다. 태양 활동에 따라서 700~800km의 높은 고도에 있는 인공위성 또한 대기 방해물의 영향을 받을 수 있다.

### 온도와 음속
각 층은 대부분 온도에 의해서 분할될 것이라고 논의된다. 온도는 해발고도가 낮아짐과 동시에 감소하지만, 이러한 경향은 온도가 안정화된 대류권의 나머지 부분을 통해 큰 수직거리인 11km 이상에서 변화되기 시작한다. 20km 이상의 성층권에서는 오존층에 존재하는 산소와 오존 가스들이 태양으로부터 오는 상당한 양의 자외선을 흡수하기 때문에 고도가 올라감에 따라서 온도도 증가한다. 또한, 열권이라는 이름이 붙여진 90km 이상의 지역에서도 고도가 올라갈수록 온도가 같이 증가하는 구역이 존재한다.
이상기체에서의 음속은 가스의 압력이나 밀도에 의존하지 않고 온도에만 의존하기 때문에, 고도에 따른 대기에서의 음속은 온도와 복잡한 관계를 맺고, 고도에 따른 밀도와 압력의 변화는 반영하지 않는다.

### 밀도와 질량
해수면에서의 공기의 밀도는 약 1.2kg/m³이다. 밀도는 직접적으로 측정하지 않고, 온도, 압력, 습도의 측정값을 기체의 상태 방정식에 대입하여 계산한 것이다. 대기의 밀도는 고도가 올라감에 따라 감소한다. 이러한 변화는 기압에 관한 방정식을 사용함에 있어서 적절한 모델이 될 수 있다. 더 복잡한 모델은 인공위성의 부식을 예측하는데 사용된다.
대기의 평균 질량은 약 5×10¹⁵톤 또는 지구 질량의 1/1,200,000이다. 미국의 국립 대기과학 연구소는 다음과 같이 말하였다.“전체 평균 질량인 5.1480×10¹⁸kg은 표면의 압력 또는 수증기의 양에 의존하는 1.2 또는 1.5×10¹⁵kg의 수증기 때문에 약간의 변화가 있다. 수증기의 평균질량은 1.27×10¹⁶kg으로 측정되었고 건조한 공기의 질량은 (5.1352±0.0003)×10¹⁸kg이다.”

## 광학적 특성
태양복사(또는 햇빛)는 태양으로부터 지구에 도달하는 에너지이다. 지구 또한 복사방출을 일으키긴 하지만, 우리 눈에 보이지 않을 정도로 파장이 길다. 들어오거나 방출되는 복사는 지구 대기에 의해서 흡수되거나 반사된다.

### 산란
빛이 대기를 통과 할 때, 대기와 광자가 서로 상호작용하여 빛이 산란된다. 만약 빛이 대기와 서로 상호작용을 하지 않는다면, 이는 직접방사선이라 불리고 이는 마치 태양을 직접적으로 보는 것과 같게 보인다. 간접적방사능은 대기에서 산란된 빛이다. 예를 들어, 그림자가 보이지 않을 정도로 흐린 날에는 전부 산란되기 때문에 직접방사능이 도달하지 않는다. 또 다른 예를 들자면, 레일리 산란 효과에 의해서 짧은 파장의 빛은 긴 파장의 빛보다 더 쉽게 산란되는데, 이는 하늘이 파란색으로 보이는 이유이다.(우리는 산란된 빛을 보고 있다.) 또한 이것은 어째서 노을이 붉은지에 대한 이유이기도 하다. 왜냐하면, 태양이 지평선에 가까워지면, 태양의 빛은 평소보다 더 많은 대기를 통과하게 되는데, 이때 대부분의 청색 빛은 산란되어 날아가고, 붉은 빛이 노을에 남아있게 되기 때문이다.

### 흡수
서로 다른 분자들은 서로 다른 파장의 빛을 흡수한다. 예를 들자면, O₂와 O₃는 300nm보다 짧은 파장을 대부분 흡수한다. 물은 700nm이상의 대부분의 파장을 흡수한다. 분자가 광자를 흡수할 때, 분자의 에너지가 증가하게 된다. 이는 대기의 온도를 가열하지만, 이전에 언급한 대로 복사를 방출하면서 여전히 냉각된다.
대기중의 가스의 합쳐진 흡수선은 특정된 띠만을 나타나게 하도록 하는 창을 남기게 된다. 광학적 창은 약 300nm에서부터 인간이 볼 수 있는 가시광선인 400~700nm는 물론 적외선의 약 1100nm까지를 포함한다. 또한 적외선과 라디오파와 같이 긴 파장을 전달시키는 전파의 창이 존재한다. 예를 들어, 전파의 창은 약 1cm에서부터 약 11m까지의 파장을 포함한다.

### 방출
방출은 흡수의 반대로, 이는 물체가 복사를 방출할 때 일어난다. 물체는 흑체복사의 곡선을 따라서 복사를 일으키려 하는 경향이 있으므로, 뜨거운 물체는 짧은 파장의 복사를 더 많이 방출한다. 차가운 물체는 긴 파장의 복사를 더 적게 방출한다. 예를 들자면, 태양의 온도는 대략 6,000K이고, 태양의 복사는 500nm의 파장 근처에서 최대치를 이루기 때문에 인간의 눈에 보일 수 있다. 반면, 지구의 온도는 대략 290K이고, 지구 복사는 10,000nm의 파장 근처에서 최대치를 이루는데, 이는 인간이 볼 수 있는 파장보다 훨씬 길다.
온도 때문에 대기는 적외선을 복사로 방출한다. 예를 들어, 맑은 날 밤에 지구의 표면은 흐린 날보다 빠르게 식는다. 이는 구름에 포함된 H₂O가 열을 많이 흡수하고 적외선의 형태로 복사를 일으키기 때문이다. 이는 밤에 고도가 높은 곳보다 낮은 곳이 더 추운 이유이다.
온실효과는 흡수와 방출효과에 있어서 직접적인 연관이 있다. 대기에 있는 일부의 가스들은 적외선을 흡수하고 방출하지만, 햇빛에 있는 가시광선과는 상호작용을 하지 않는다. 일반적인 예로 CO₂와 H₂O가 있다.

### 굴절률
공기의 굴절률은 1에 가깝지만 1보다는 크다. 굴절률의 체계적인 변화는 긴 광로를 통해 날아오는 빛을 굴절시키게 된다. 한 가지 예를 들면, 어떤 상황에서 배에 탑승해 있는 관측자는 수평선에 바로 너머의 다른 선박을 볼 수 있는데, 이는 지구표면의 곡률에 의해서 같은 경로 상에 있는 빛이 굴절되기 때문이다.
공기의 굴절률은 온도에 의존하고, 온도의 변화량이 클 때 굴절 효과는 증가하게 된다. 이와 같은 효과에 의한 예로는 신기루가 있다.

## 순환
대기의 순환은 대류권에서 일어나는 거대한규모의 공기들의 움직임이고, 이는 열을 지구 전역에 배분하기 위한 수단이다. 이러한 대기의 대규모 구조의 순환은 매년마다 다르지만, 기본적인 구조는 지구의 자전주기와 적도와 극지방 사이의 태양복사의 차이에 의해서 결정되기 때문에 거의 일정하다.

## 지구 대기의 진화과정

### 원시 대기
처음의 대기는 주로 태양 성운에 존재하는 수소에 의해서 구성되었다. 거기에 더해, 아마도 현재는 주로 목성이나 토성과 같은 거대한 가스에서 발견되는 수증기나, 메탄과 암모니아와 같은 간단한 형태의 수소 화물이 존재했을 것이다. 태양 성운이 사라지고 나서부턴 이러한 가스들은 태양풍에 의해 부분적으로 날아가 버렸다.

### 두 번째 대기
그 다음의 대기는 많은 양의 질소와 이산화탄소, 비활성 기체가 화산 폭발에 의해 공급되거나 소행성에 의한 거대한 충돌 동안 공급되었다. 이로 인해 방출된 엄청난 양의 이산화탄소는 곧바로 물에 녹아서 탄산염퇴적물을 형성하였다.
물과 관련된 퇴적물들은 38억 년 전부터의 것부터 형성되어 왔다. 약 34억 년 전의 질소는 안정된 상태의 두 번째 대기의 대부분의 부분을 차지하고 있었다. 생명체에 대한 영향은 생명체는 대기보다 빠른 시기인 약 35억 년 전부터 형성되었기 때문에 다시 한 번 고려해봐야 한다. 원시 태양이 현재보다 30% 적은 양의 에너지를 방출하는 그 시대에 어떻게 지구가 액체상태의 물과 생명이 존재 할 수 있도록 기후를 따뜻하게 유지하였는지가 ‘젊을수록 어두운 태양의 역설’ 이라고 불리게 된 문제이다.
하지만 지질학적 기록은 완전한 상태의 지구의 따뜻한 표면과 약 24억 년 전의 빙하시기의 예상과의 지속적인 연관성을 보여준다. 시생대 시대의 말에 27억 년 전의 스트로마톨라이트 화석에서 발견된 남조류에 의한 광합성을 통해서 공급된 산소를 포함한 대기가 성장하기 시작했다. 초기의 기본적인 탄소 동위원소는 현재의 것과 매우 유사한 비율을 가지는데, 이는 기본적인 탄소 순환의 특징은 약 40억 년 전부터 이미 안정되었다는 것을 제시한다.
지구의 유동적인 산화의 진행과정은 약 21.5억년~20.8억 년 전의 가봉 공화국으로부터의 오래된 퇴적물에 기록되어 있다. 이러한 산화의 변동은 Lomagundi carbon isotope excursion에 의한 기반을 뒀을 것이다.

### 세 번째 대기
판 구조론에 의한 끊임없는 성분의 재배열과 지각의 탄산염 광맥으로부터의 이산화탄소 이동은 대기의 오랜 기간 동안의 진화 과정에 영향을 주었다. 활성산소는 약 24억 년 전 산소 급증 사건이 일어나기 전에는 존재하지 않았으나, 활성산소의 출현은 안정되어 있던 철 광맥의 종말을 나타냈다. 이 시기 이전에는 광합성을 통해 공급된 어떠한 산소도 환원되어 있던 주로 철과 같은 금속광물과 산화반응에 의한 소비를 일으키지 않았다. 대기 속의 활성산소의 분자들은 산소의 생산률이 환원되는 금속광물을 초과하기 전까지 모여들지 않았다. 이는 환원성 대기로부터 산화성 대기로의 흐름을 나타낸다. O₂는 선캄브리아대의 말기까지 15%이상의 O₂분자가 안정된 상태에 도달하기까지 다양한 변화를 보여주었다. 약 5.41억 년 전부터의 기간은 호기성생물의 출현이 시작된 캄브리아기의 초기시대인 현생대이다.
대기 중의 산소의 양은 6억 년 전부터 변동을 거듭하여 2.8억 년 전에는 현재의 수치인 21%보다 상당히 높은 약30%로 최고치에 도달하였다. 두 가지의 주요 과정들이 대기의 변화를 지배하였다. 하나는 식물들이 대기 중의 이산화탄소를 사용하고 산소를 배출하는 것이다. 또 다른 하나는 황철석의 붕괴와 화산 폭발로 인해서 대기로 유입된 산화된 황에 의한 대기 중의 막대한 양의 산소의 환원이다. 그러나, 화산 분출은 또한 식물이 산소로 바꿀 수 있는 이산화탄소를 방출시켰다. 대기 중의 막대한 양의 산소변화의 정확한 원인은 아직 알려지지 않았다. 대기중에 산소가 많은 기간 동안 동물의 진화를 촉진시켰을 것이라고 추정하고 있다. 현재의 대기는 동물의 진화과정을 촉진시키기에 충분한 약 21%의 산소를 함유하고 있다.
최근에, 지구 온난화를 유발시키는 주범인 인류 개변의 온실가스는 대기에 축적되고 있다.

## 대기 오염
대기오염은 유기체에 해가 되거나 불편함을 일으키는 대기 중의 화학물질, 미립자, 또는 유기물질에 대한 소개이다. 성층권의 오존량 감소는 대기 오염에 의한 것으로 믿어지고 있다.

## 같이 보기
- 대기권
- 수권
- 오존층
- 항공
- 생물권